# Nørrejyllands Tøjhus
Nørrejyllands Tøjhus er en fredet bygning på Udbyhøjvej i Randers opført i begyndelsen af 1800-tallet umiddelbart efter krigen med England (Slaget på Reden). General Adam Ludvig Moltke tog initiativet, og arkitekt var Anders Kruuse
Tøjhuset ligger lige over for Østre Kirkegård og består af en bygning i to stokværk med en hovedfløj og to sidefløje, desuden en kasernebygning, flere mindre bygninger, et vagthus og i nogen afstand et krudttårn.
Hovedbygningen blev opført 1801-1802, enkelte af de mindre bygninger 1805. Opførelsen kostede i datidens mønt ca.
34.000 rigsdaler, hvoraf de 20.000 var indsamlet af befolkningen.
Over indgangen under frontonen står blandt andet en medaljon af kronprins Frederik og: "Den bedste Regering helliget af den reneste Patriotisme“.,
Fra bygningen blev der 1802 anlagt en vej gennem Dronningens Have, og fra enden af den gravet en kanal ud til Randers Fjord, for at kanoner og ammunition kunne fragtes op til Tøjhuset. Kanalen blev endnu benyttet i 1851, men er senere tilgroet og opfyldt.
Tøjhuset, der var ejet af staten, blev senere i nogle år benyttet som lejrlasaret.
Fra 1995 var Tøjhuset ikke længere i brug som depot, i år 2000 blev det solgt til en privat ejer, og dele af Tøjhusets bygninger er efterfølgende indrettet som lejligheder.

## Tøjhushaven
I tilknytning til Tøjhuset blev der anlagt et anlæg i romantisk stil, "Tøjhushaven" – oprindelig Dronningens Have eller Marielund – på omtrent seks tønder land
som angives at være landets første offentlige lysthave.
Den blev for det mestes vedkommende anlagt 1802-1805 ved medvirken af general Moltke, amtmanden for Randers Amt Peter Severin Fønss til Løvenholm og justitsråd L. Holberg, senere fortsat af plantør V.F. Schaldemose.
I haven står to fredlyste granitsøjler, der siges at stamme fra Essenbæk Kloster, hvorfra de efter klosterets nedlæggelse blev ført til Stenalt af Anne Krabbe (på søjlerne står der AFK og årstallet 1589), samt en mindestøtte for Jyllands forsvar i krigen med England, med en portrætmedaljon af general Moltke, oprindelig rejst på en høj ved krudttårnet, senere flyttet og fornyet i 1852.
|  |  |

## Galleri
| - Anne Krabbes søjler (Se Essenbæk Kloster) |